# Tachytrechus protervus
Tachytrechus protervus är en tvåvingeart som beskrevs av Axel Leonard Melander 1900. Tachytrechus protervus ingår i släktet Tachytrechus och familjen styltflugor. Inga underarter finns listade i Catalogue of Life.